# Tina Munim

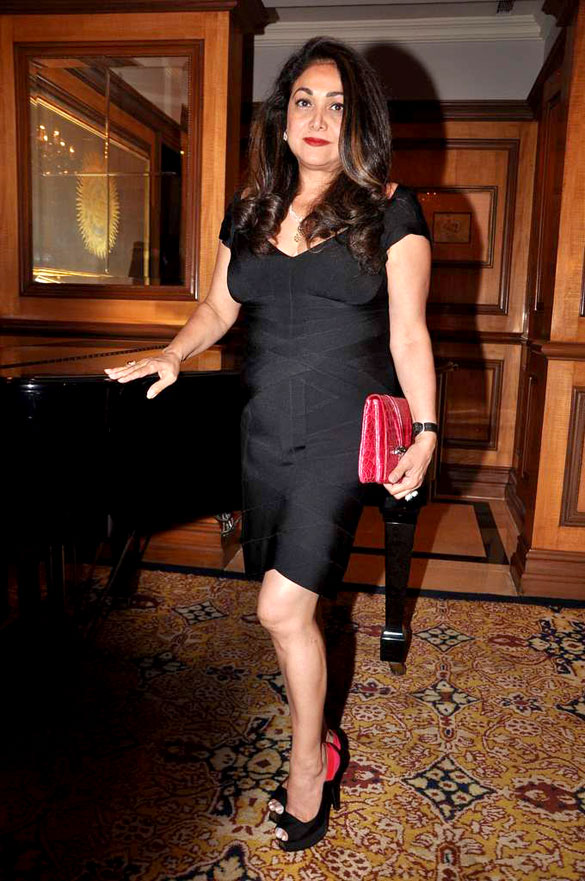
Tina Munim, 2012

Tina Munim (* 11. Februar 1957 in Bombay, Indien) ist eine indische Filmschauspielerin und Geschäftsfrau.

## Leben
Tina Munim wurde als jüngstes von neun Kindern in Bombay in eine Gujarati Jain-Familie geboren. Ihr Geburtsname ist Nivrutti Munim, Tina Munim ist ihr Künstlername. Sie erhielt ihre schulische Ausbildung in Mumbai. Sie studierte Kunstgeschichte und Informatik in Los Angeles.
Tina Munim begann ihre Karriere als Schauspielerin beim Hindi-Film in den späten 1970er Jahren. Sie wurde durch ihre Teilnahme an Schönheitswettbewerben bekannt und erhielt ihre erste Filmrolle in Des Pardes (1978) unter der Regie von Dev Anand. In den 1980er Jahren übernahm sie Rollen in einer Reihe von erfolgreichen Filmen, darunter Baaton Baaton Mein (1979), Karz (1980), Rockey (1981) und Pukar (1983). Sie arbeitete mit vielen der führenden Schauspieler und Regisseure dieser Zeit zusammen, darunter Rishi Kapoor, Rajesh Khanna und Sanjay Dutt.
Nach ihrer Heirat im Jahr 1991 mit Anil Ambani, einem reichen Industriellen Indiens, zog sich Tina Munim von der Schauspielerei zurück, um sich auf ihre Familie und karitative Arbeit zu konzentrieren. Sie und Anil Ambani haben zwei Söhne und eine Tochter.
Tina Munim ist auch für ihr soziales Engagement bekannt. Sie ist aktiv in verschiedenen wohltätigen Organisationen und hat sich besonders für Gesundheits- und Bildungsinitiativen in Indien eingesetzt. Sie spielt eine bedeutende Rolle in der Harmony for Silvers Foundation, die sich für das Wohlergehen älterer Menschen einsetzt. In den letzten Jahren hat Tina Munim weiterhin in verschiedenen sozialen und kulturellen Projekten mitgewirkt. Sie lebt mit ihrer Familie in Mumbai.

## Filmografie (Auswahl)
- 1978: Des Pardes
- 1979: Baaton Baaton Mein
- 1980: Karz
- 1981: Rockey
- 1983: Pukar
- 1983: Souten
- 1985: Yudh
- 1985: Alag Alag

## Auszeichnungen
- Filmfare Award Nominierung als Beste Nebendarstellerin für Baaton Baaton Mein (1979)